# Volkswagen Constellation

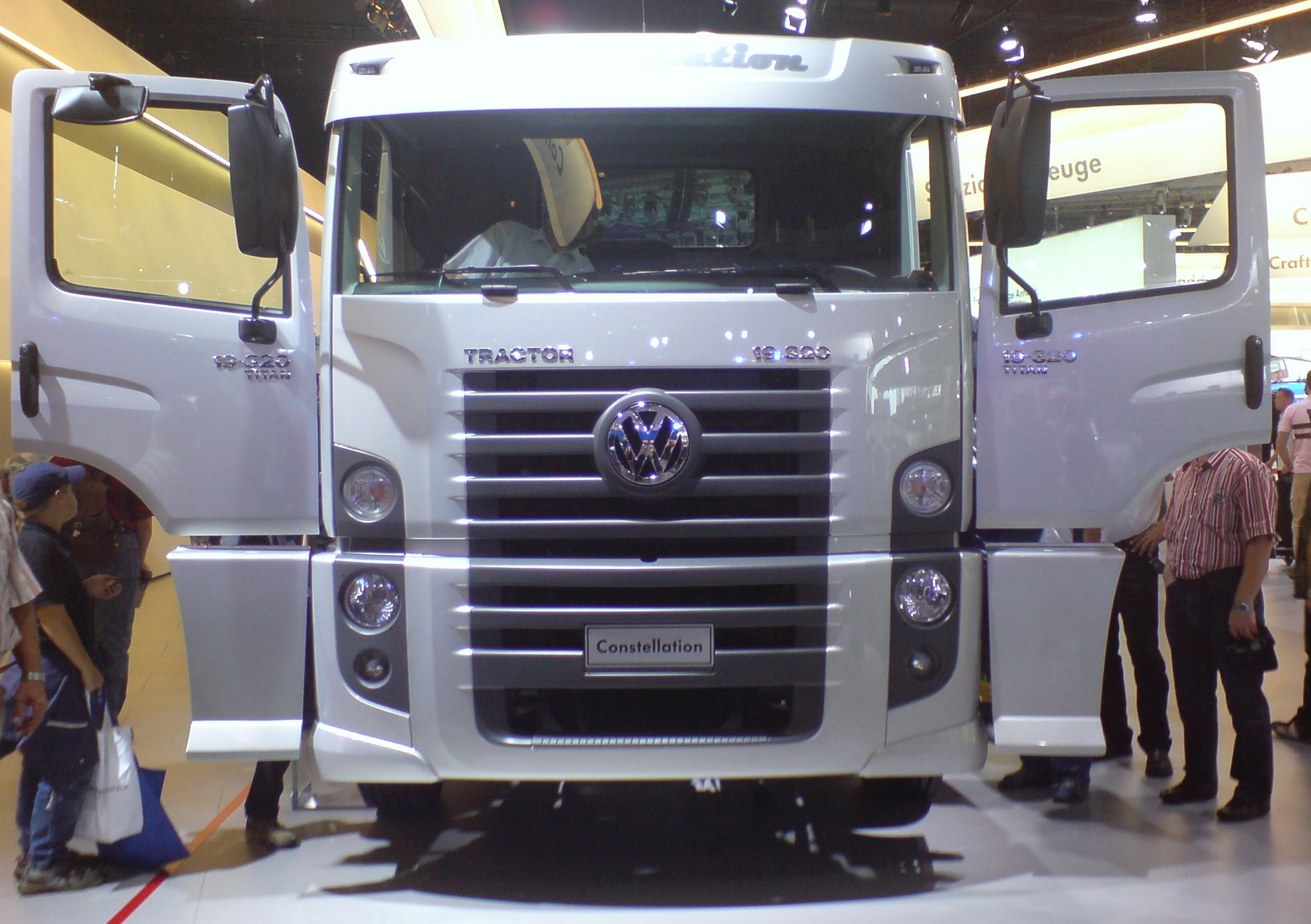
Volkswagen Constellation 19.320 Titan

De Volkswagen Constellation is het vlaggenschip van de Braziliaanse Truck & Bus activiteiten. Met dit voertuig is VW actief in het segment vrachtwagens van 33 tot 45 ton.
Het ontwerp voor deze truck komt uit de Design Studio in Wolfsburg en verdere ontwikkeling en de productie vindt plaats in Brazilië.